# Manthelan
Manthelan är en kommun i departementet Indre-et-Loire i regionen Centre-Val de Loire i de centrala delarna av Frankrike. Kommunen ligger i kantonen Ligueil som tillhör arrondissementet Loches. År 2022 hade Manthelan 1 377 invånare.

## Befolkningsutveckling
Antalet invånare i kommunen Manthelan
Referens:INSEE